# Coclintă
Coclinta este un regionalism din zona Maramureșului folosit pentru a descrie o turtă din aluat nedospit din făină de grau. 
Aluatul se frământă, se întinde si se poate umple cu diverse ingrediente (branza, legume, carne);  coclinta se coace pe ambele părți pe plita sobei. Turta din faină de grâu simplă sau umplută este foarte întâlnită în România, cât și în Republica Moldova și are o istorie la fel de îndelungată ca și cea a grâului.
Variante ale turtei atât din făină de grâu cât și din alte cereale există în toată lumea, cel mai probabil de la începutul neoliticului, odată cu dezvoltarea cultivării grâului, orzului și meiului.